# Псалом 50
Псалом 50 (у масоретській нумерації — 51-й) — псалом царя Давида, із покаянних псалмів, очевидно написаний ним після публічного звинувачення придворним пророком Натаном у незаконному заволодінні чужою дружиною Вірсавією (майбутньою матір'ю Соломона), посливши наказ направити її чоловіка Урія Хетеянина, вірного виконавця, в гущу битви та залишити одного.
Один із найбільш вживаних псалмів у богослужіннях та молитовних правилах римського та візантійського обрядів. Відомий початковими словам — лат. «Miserere mei» або (церк.-слов.) «Помилуй мя, Боже».

50-й псалом є одним з найчастіше вживаних у церквах візантійського обряду (православні та греко-католицькі) . Псалом 50 входить до числа ранішніх молитов та ряду канонів, є одним із трьох псалмів Третього часу Літургії годин, читається на утрені після Євангелія (в парафіяльній практиці зазвичай з нього співається тільки перший вірш). На літургії псалом 50 читається дияконом таємно під час кадіння перед великим входом, а останні вірші (Пс. 50:20-21) — священником після великого входу.

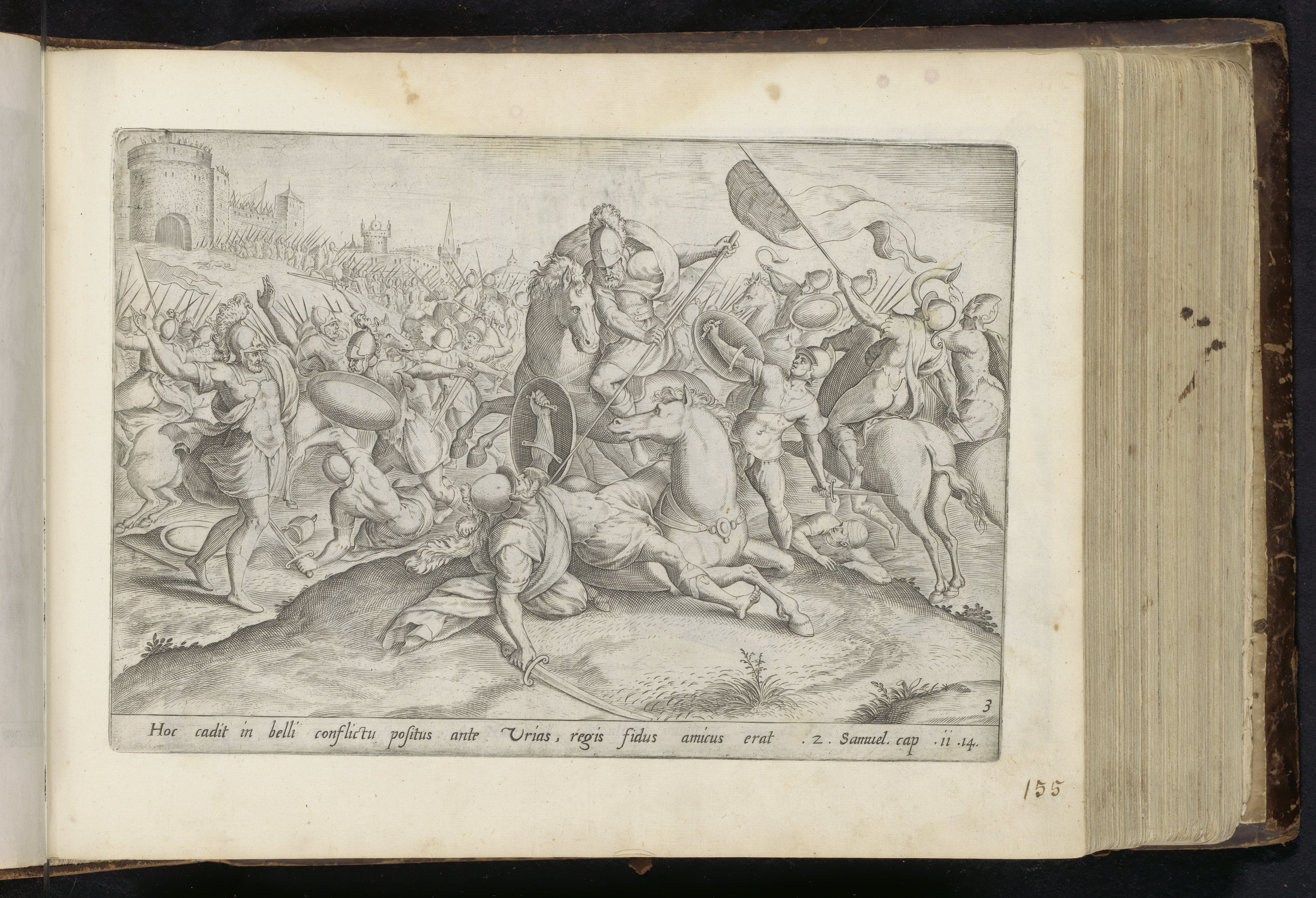
Урія був поставлений на передній частині найнебезпечнішого місця в битві за наказом царя Давида. Його вбиває ворог зі списом. Під сценою посилання латинською мовою на біблійний текст у 2 Сам. 11:14. Цей принт є частиною альбому.

В католицькому богослужінні латинського обряду перші вірші псалма 50 (Пс. 50:1-4) читаються або співаються під час недільної літургії в ході початкових обрядів меси. Часто вони поєднуються з окроплюванням парафіян освяченою водою. 50-й псалом також часто використовується як респонсоріальний псалом Літургії слова (читається або співається між першим і другим біблійним читанням). Окремі вірші псалма використовуються як антифони під час богослужіння Попільної середи. У Літургії годин псалом входить до складу утрені, де читається кожну п'ятницю. Псалом часто використовується в особистому молитовної практиці, особливо в період Великого посту.
В талмудичному юдаїзмі 17 вірш «Господи, відчини губи мої, і уста мої возвістять хвалу твою» співається перед кожною молитвою «Аміда» тричі на день, а після молитви співають вірш «Нехай будуть із волі Твоєї слова моїх уст, а думки мого серця перед лицем Твоїм, Господи, скеле моя й мій Спасителю!» (Пс. 19:15).

## Текст
|    | Гебрейська (іврит)                                                                | Давньогрецька (Септуаґінта)                                                                                               | Латина (Вульгата) | Церковнослов. (Єлизаветинська Біблія 1751-по т.ч.)                                                                                  | Українська (переклад Хоменка)                                                                                                  |
| -- | --------------------------------------------------------------------------------- | --- | --- | --- | --- |
| 1  | לַמְנַצֵּחַ, מִזְמוֹר לְדָוִד                                                                 | Εἰς τὸ τέλος· ψαλμὸς τῷ Δαυιδ                                                                                             | [In finem psalmus David]                                                                                                  | | Провідникові хору. Псалом. Давида,                                                                                             |
| 2  | בְּבוֹא-אֵלָיו, נָתָן הַנָּבִיא-- כַּאֲשֶׁר-בָּא, אֶל-בַּת-שָׁבַע                                         | ἐν τῷ ἐλθεῖν πρὸς αὐτὸν Ναθαν τὸν προφήτην, ἡνίκα εἰσῆλθεν πρὸς Βηρσαβεε.                                                 | [cum venit ad eum Nathan propheta quando intravit ad Bethsabee]                                                           | егда́ вни́де к Вирсави́и, жене́ Ури́еве.(2Цар. 12:1)                                                                                     | коли увійшов пророк Натан до нього, після того, як був він з Ветсавією.                                                        |
| 3  | חָנֵּנִי אֱלֹהִים כְּחַסְדֶּךָ; כְּרֹב רַחֲמֶיךָ, מְחֵה פְשָׁעָי                                             | ᾿Ελέησόν με, ὁ θεός, κατὰ τὸ μέγα ἔλεός σου καὶ κατὰ τὸ πλῆθος τῶν οἰκτιρμῶν σου ἐξάλειψον τὸ ἀνόμημά μου·                | Miserere mei Deus secundum magnam misericordiam tuam ; et secundum multitudinem miserationum tuarum dele iniquitatem meam | Поми́луй мя, Бо́же, по вели́цей ми́лости Твое́й, и по мно́жеству щедро́т Твои́х очи́сти беззако́ние мое́. (Пс. 56/57:2, Іс. 33:2, Евр. 9:14)   | Помилуй м'я, Боже, з милости твоєї; з великого милосердя твого зітри мої провини.                                              |
| 4  | הרבה (הֶרֶב), כַּבְּסֵנִי מֵעֲו‍ֹנִי; וּמֵחַטָּאתִי טַהֲרֵנִי                                            | ἐπὶ πλεῖον πλῦνόν με ἀπὸ τῆς ἀνομίας μου καὶ ἀπὸ τῆς ἁμαρτίας μου καθάρισόν με.                                           | Amplius lava me ab iniquitate mea et a peccato meo munda me                                                               | Наипа́че омы́й мя от беззако́ния моего́, и от греха́ моего́ очи́сти мя.                                                                    | Обмий мене повнотою від вини моєї, очисть мене від гріха мого.                                                                 |
| 5  | כִּי-פְשָׁעַי, אֲנִי אֵדָע; וְחַטָּאתִי נֶגְדִּי תָמִיד                                                | ὅτι τὴν ἀνομίαν μου ἐγὼ γινώσκω, καὶ ἡ ἁμαρτία μου ἐνώπιόν μού ἐστιν διὰ παντός.                                          | Quoniam iniquitatem meam ego cognosco et peccatum meum contra me est semper                                               | Я́ко беззако́ние мое́ аз зна́ю и грех мой предо мно́ю есть вы́ну. (Пс. 31/32:5)                                                           | Провини бо мої я знаю, і гріх мій завжди передо мною.                                                                          |
| 6  | לְךָ לְבַדְּךָ, חָטָאתִי, וְהָרַע בְּעֵינֶיךָ, עָשִׂיתִי:לְמַעַן, תִּצְדַּק בְּדָבְרֶךָ-- תִּזְכֶּה בְשָׁפְטֶךָ                  | σοὶ μόνῳ ἥμαρτον καὶ τὸ πονηρὸν ἐνώπιόν σου ἐποίησα, ὅπως ἂν δικαιωθῇς ἐν τοῖς λόγοις σου καὶ νικήσῃς ἐν τῷ κρίνεσθαί σε. | Tibi soli peccavi et malum coram te feci ut iustificeris in sermonibus tuis et vincas cum iudicaris                       | Тебе́ Еди́ному согреши́х, и лука́вое пред Тобо́ю сотвори́х, я́ко да оправди́шися во словесе́х Твои́х и победи́ши, внегда́ суди́ти Ти. (Йов 14:4) | Тобі, тобі єдиному, згрішив я, і зло на очах твоїх учинив я, щоб ти у вироку твоїм був оправданий і правий, коли будеш судити. |
| 7  | הֵן-בְּעָווֹן חוֹלָלְתִּי; וּבְחֵטְא, יֶחֱמַתְנִי אִמִּי                                                | ἰδοὺ γὰρ ἐν ἀνομίαις συνελήμφθην, καὶ ἐν ἁμαρτίαις ἐκίσσησέν με ἡ μήτηρ μου.                                              | Ecce enim in iniquitatibus conceptus sum et in peccatis concepit me mater mea                                             | Се бо в беззако́ниих зача́т есмь, и во гресе́х роди́ мя ма́ти моя́.                                                                       | Я ж у беззаконні народився, й у гріху зачала мене моя мати.                                                                    |
| 8  | הֵן-אֱמֶת, חָפַצְתָּ בַטֻּחוֹת; וּבְסָתֻם, חָכְמָה תוֹדִיעֵנִי                                           | ἰδοὺ γὰρ ἀλήθειαν ἠγάπησας, τὰ ἄδηλα καὶ τὰ κρύφια τῆς σοφίας σου ἐδήλωσάς μοι.                                           | Ecce enim veritatem dilexisti incerta et occulta sapientiae tuae manifestasti mihi                                        | Се бо и́стину возлюби́л еси́, безве́стная и та́йная прему́дрости Твоея́ яви́л ми еси́. (1Кор. 2:7)                                           | Ти любиш правду в серці, і в глибині душі мудрости мене навчаєш.                                                               |
| 9  | תְּחַטְּאֵנִי בְאֵזוֹב וְאֶטְהָר; תְּכַבְּסֵנִי, וּמִשֶּׁלֶג אַלְבִּין. י תַּשְׁמִיעֵנִי, שָׂשׂוֹן וְשִׂמְחָה; תָּגֵלְנָה, עֲצָמוֹת דִּכִּיתָ | ῥαντιεῖς με ὑσσώπῳ, καὶ καθαρισθήσομαι· πλυνεῖς με, καὶ ὑπὲρ χιόνα λευκανθήσομαι.                                         | Asperges me hyssopo et mundabor ; lavabis me et super nivem dealbabor                                                     | Окропи́ши мя иссо́пом, и очи́щуся, омы́еши мя, и па́че сне́га убелю́ся. (Лев. 14:6)                                                        | Окропи мене іссопом, і я буду чистий, обмий мене, і я над сніг буду біліший.                                                   |
| 10 | הַסְתֵּר פָּנֶיךָ, מֵחֲטָאָי; וְכָל-עֲו‍ֹנֹתַי מְחֵה                                                   | ἀκουτιεῖς με ἀγαλλίασιν καὶ εὐφροσύνην· ἀγαλλιάσονται ὀστᾶ τεταπεινωμένα.                                                 | Auditui meo dabis gaudium et laetitiam et exsultabunt ossa humiliata                                                      | Слу́ху моему́ да́си ра́дость и весе́лие, возра́дуются ко́сти смире́нныя.                                                                    | Дай мені відчути радість і веселість, нехай радіють кості, які ти покрушив.                                                    |
| 11 | הַסְתֵּר פָּנֶיךָ, מֵחֲטָאָי; וְכָל-עֲו‍ֹנֹתַי מְחֵה                                                   | ἀπόστρεψον τὸ πρόσωπόν σου ἀπὸ τῶν ἁμαρτιῶν μου καὶ πάσας τὰς ἀνομίας μου ἐξάλειψον.                                      | Averte faciem tuam a peccatis meis et omnes iniquitates meas dele.                                                        | Отврати́ лице́ Твое́ от грех мои́х, и вся беззако́ния моя́ очи́сти.                                                                        | Відверни лице твоє від гріхів моїх і зітри усі мої провини.                                                                    |
| 12 | לֵב טָהוֹר, בְּרָא-לִי אֱלֹהִים; וְרוּחַ נָכוֹן, חַדֵּשׁ בְּקִרְבִּי                                       | καρδίαν καθαρὰν κτίσον ἐν ἐμοί, ὁ θεός, καὶ πνεῦμα εὐθὲς ἐγκαίνισον ἐν τοῖς ἐγκάτοις μου.                                 | Cor mundum crea in me Deus et spiritum rectum innova in visceribus meis                                                   | Се́рдце чи́сто сози́жди во мне, Бо́же, и дух прав обнови́ во утро́бе мое́й. (2Кор. 5:17, Гал. 6:15, Еф. 2:10)                              | Серце чисте створи мені, о Боже, і дух потужний віднови в нутрі моїм.                                                          |
| 13 | אַל-תַּשְׁלִיכֵנִי מִלְּפָנֶיךָ; וְרוּחַ קָדְשְׁךָ, אַל-תִּקַּח מִמֶּנִּי                                         | μὴ ἀπορρίψῃς με ἀπὸ τοῦ προσώπου σου καὶ τὸ πνεῦμα τὸ ἅγιόν σου μὴ ἀντανέλῃς ἀπ᾽ ἐμοῦ.                                    | Ne proicias me a facie tua et spiritum sanctum tuum ne auferas a me                                                       | Не отве́ржи мене́ от лица́ Твоего́, и Ду́ха Твоего́ Свята́го не отыми́ от мене́.                                                             | Не відкидай мене від обличчя твого, духа твого святого не відбирай від мене.                                                   |
| 14 | הָשִׁיבָה לִּי, שְׂשׂוֹן יִשְׁעֶךָ; וְרוּחַ נְדִיבָה תִסְמְכֵנִי                                            | ἀπόδος μοι τὴν ἀγαλλίασιν τοῦ σωτηρίου σου καὶ πνεύματι ἡγεμονικῷ στήρισόν με.                                            | Redde mihi laetitiam salutaris tui et spiritu principali confirma me                                                      | Возда́ждь ми ра́дость спасе́ния Твоего́, и Ду́хом Влады́чним утверди́ мя.                                                                  | Поверни мені радість спасіння твого і зміцни мене духом благородним,                                                           |
| 15 | אֲלַמְּדָה פֹשְׁעִים דְּרָכֶיךָ; וְחַטָּאִים, אֵלֶיךָ יָשׁוּבוּ                                             | διδάξω ἀνόμους τὰς ὁδούς σου, καὶ ἀσεβεῖς ἐπὶ σὲ ἐπιστρέψουσιν.                                                           | Docebo iniquos vias tuas et impii ad te convertentur                                                                      | Научу́ беззако́нныя путе́м Твои́м, и нечести́вии к Тебе́ обратя́тся.(Мф 7:5)                                                               | щоб доріг твоїх навчив я беззаконних, і грішники щоб навернулися до тебе.                                                      |
| 16 | הַצִּילֵנִי מִדָּמִים, אֱלֹהִים-- אֱלֹהֵי תְּשׁוּעָתִי:תְּרַנֵּן לְשׁוֹנִי, צִדְקָתֶךָ                               | ῥῦσαί με ἐξ αἱμάτων, ὁ θεὸς ὁ θεὸς τῆς σωτηρίας μου· ἀγαλλιάσεται ἡ γλῶσσά μου τὴν δικαιοσύνην σου.                       | Libera me de sanguinibus Deus Deus salutis meae et exsultabit lingua mea iustitiam tuam                                   | Изба́ви мя от крове́й, Бо́же, Бо́же спасе́ния моего́, возра́дуется язы́к мой пра́вде Твое́й.(2Сам. 11:15-16, 2Сам. 12:9)                      | Визволь мене від кровопролиття, Боже, Боже мій, Спасе, і язик мій буде радуватись твоїм милосердям.                            |
| 17 | אֲדֹנָי, שְׂפָתַי תִּפְתָּח; וּפִי, יַגִּיד תְּהִלָּתֶךָ                                                  | κύριε, τὰ χείλη μου ἀνοίξεις, καὶ τὸ στόμα μου ἀναγγελεῖ τὴν αἴνεσίν σου.                                                 | Domine labia mea aperies et os meum annuntiabit laudem tuam                                                               | Го́споди, устне́ мои́ отве́рзеши, и уста́ моя́ возвестя́т хвалу́ Твою́.(Пс. 70/71:8)                                                         | Господи, відчини губи мої, і уста мої возвістять хвалу твою.                                                                   |
| 18 | כִּי, לֹא-תַחְפֹּץ זֶבַח וְאֶתֵּנָה; עוֹלָה, לֹא תִרְצֶה                                              | ὅτι εἰ ἠθέλησας θυσίαν, ἔδωκα ἄν· ὁλοκαυτώματα οὐκ εὐδοκήσεις.                                                            | Quoniam si voluisses sacrificium dedissem utique holocaustis non delectaberis                                             | Я́ко а́ще бы восхоте́л еси́ же́ртвы, дал бых у́бо, всесожже́ния не благоволи́ши.                                                            | Ти бо не любиш жертви, і всепалення, коли б я й дав, ти не хочеш.                                                              |
| 19 | זִבְחֵי אֱלֹהִים, רוּחַ נִשְׁבָּרָה:לֵב-נִשְׁבָּר וְנִדְכֶּה-- אֱלֹהִים, לֹא תִבְזֶה                              | θυσία τῷ θεῷ πνεῦμα συντετριμμένον, καρδίαν συντετριμμένην καὶ τεταπεινωμένην ὁ θεὸς οὐκ ἐξουθενώσει.                     | Sacrificium Deo spiritus contribulatus cor contritum et humiliatum Deus non spernet                                       | Же́ртва Бо́гу дух сокруше́н, се́рдце сокруше́нно и смире́нно Бог не уничижи́т.(Пс. 4/5:6; Іс. 66:2; Лк. 18:13)                             | Жертви Богові — дух сокрушенний: серцем сокрушенним і смиренним ти, Боже, не нехтуєш.                                          |
| 20 | הֵיטִיבָה בִרְצוֹנְךָ, אֶת-צִיּוֹן; תִּבְנֶה, חוֹמוֹת יְרוּשָׁלִָם                                        | ἀγάθυνον, κύριε, ἐν τῇ εὐδοκίᾳ σου τὴν Σιων, καὶ οἰκοδομηθήτω τὰ τείχη Ιερουσαλημ·                                        | Benigne fac Domine in bona voluntate tua Sion et aedificentur muri Hierusalem                                             | Ублажи́, Го́споди, благоволе́нием Твои́м Сио́на, и да сози́ждутся сте́ны Иерусали́мския.(Іс. 33:20, Іс. 54:11)                              | Щасти Сіонові, о Боже, твоєю благою волею, і відбудуй Єрусалимські мури.                                                       |
| 21 | אָז תַּחְפֹּץ זִבְחֵי-צֶדֶק, עוֹלָה וְכָלִיל;אָז יַעֲלוּ עַל-מִזְבַּחֲךָ פָרִים                                | τότε εὐδοκήσεις θυσίαν δικαιοσύνης, ἀναφορὰν καὶ ὁλοκαυτώματα· τότε ἀνοίσουσιν ἐπὶ τὸ θυσιαστήριόν σου μόσχους.           | Tunc acceptabis sacrificium iustitiae oblationes et holocausta tunc imponent super altare tuum vitulos                    | Тогда́ благоволи́ши же́ртву пра́вды, возноше́ние и всесожега́емая: тогда́ возложа́т на олта́рь Твой тельцы́.(Повт. 33:19)                     | Тоді приймеш прихильно законні жертви, приносини й всепальні жертви; тоді принесуть телят на твій жертовник.                   |

## Музичний жанр

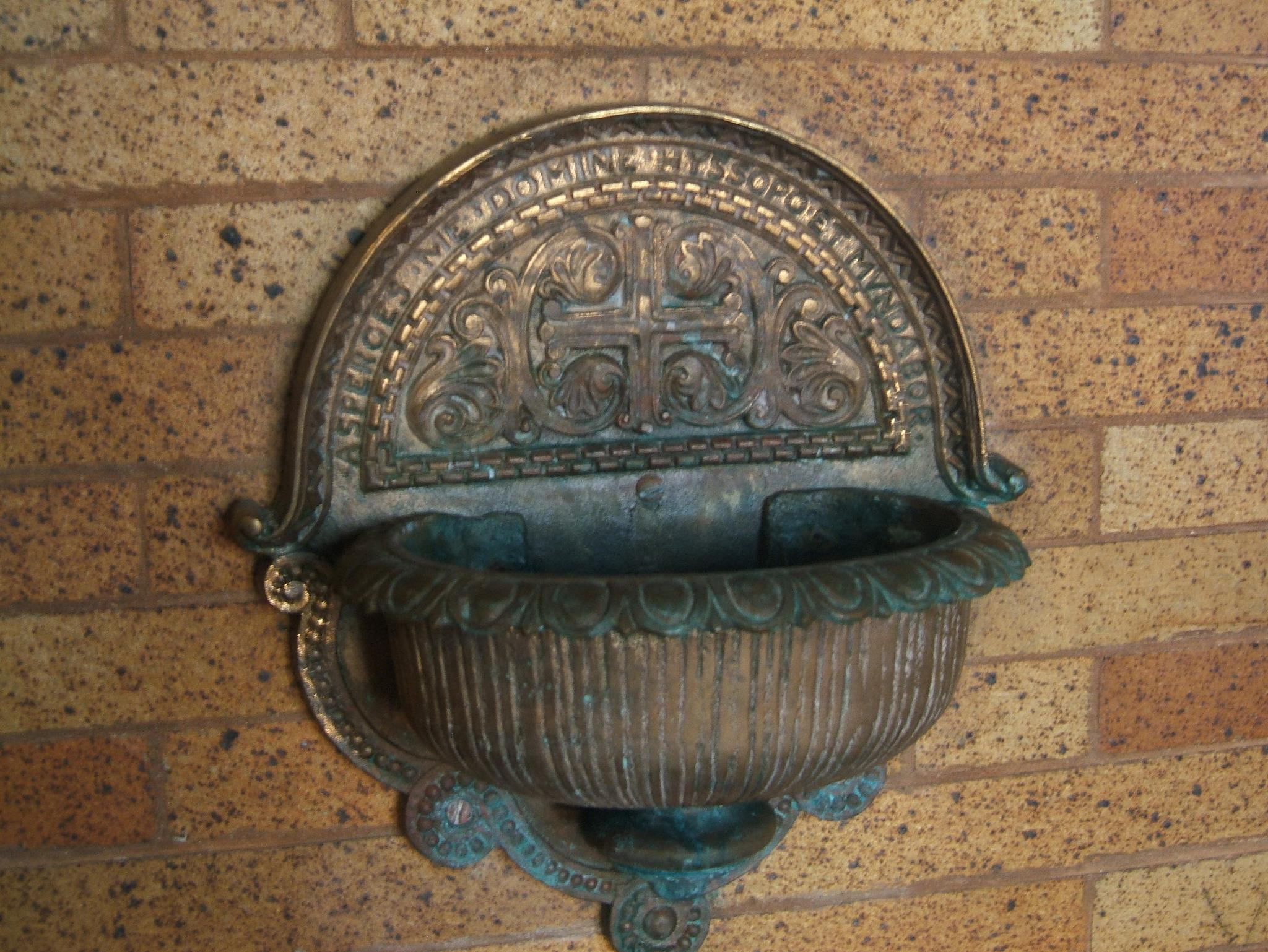
Латинський текст на асперсоріумі (ємність для свяченої води, встановлена в притворі храму для змочування пальців у свяченій воді перед здійсненням хресного знамення)
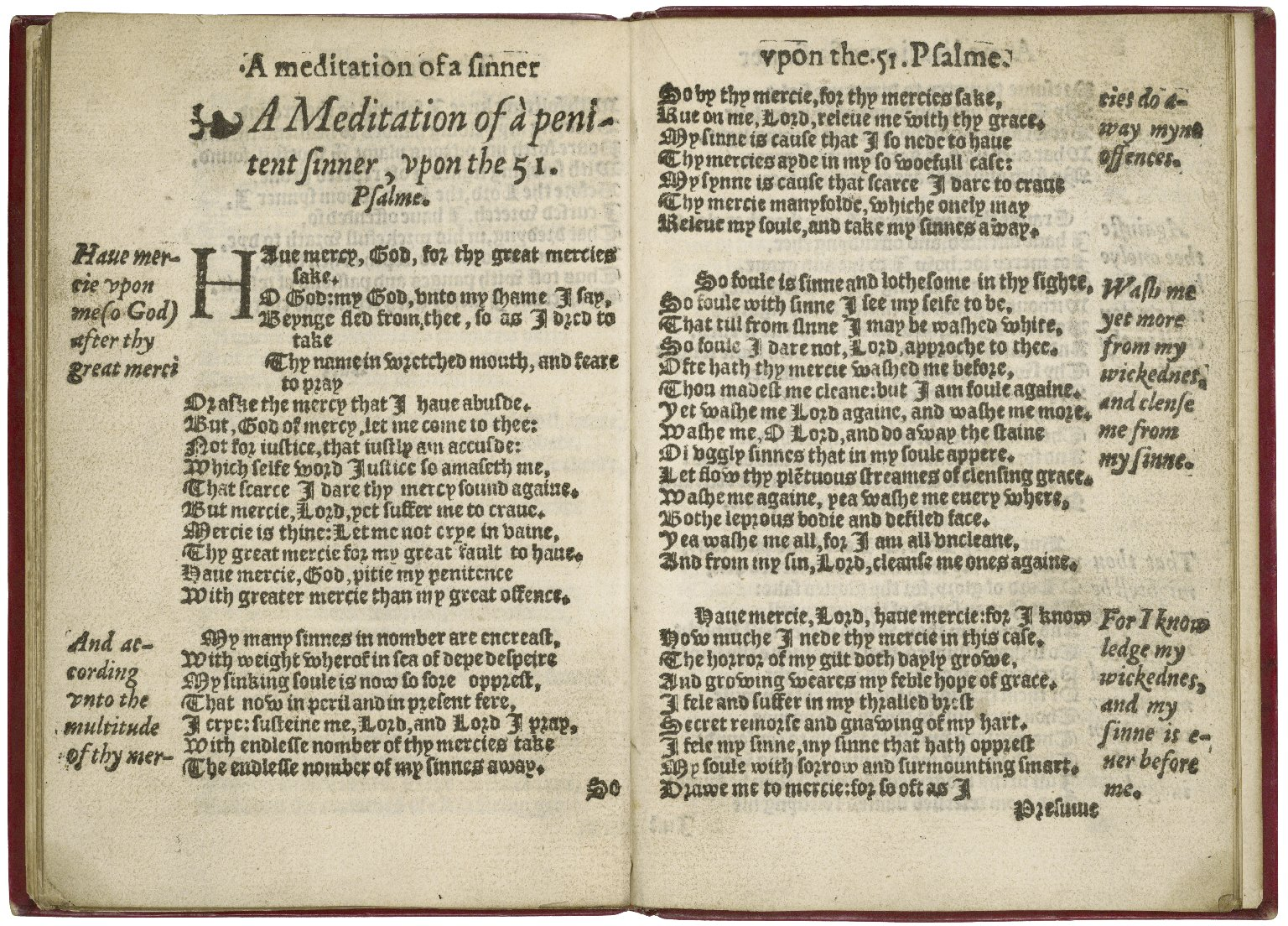
Sonnet 50 from Anne_Lock A Meditation of a Penitent Sinner
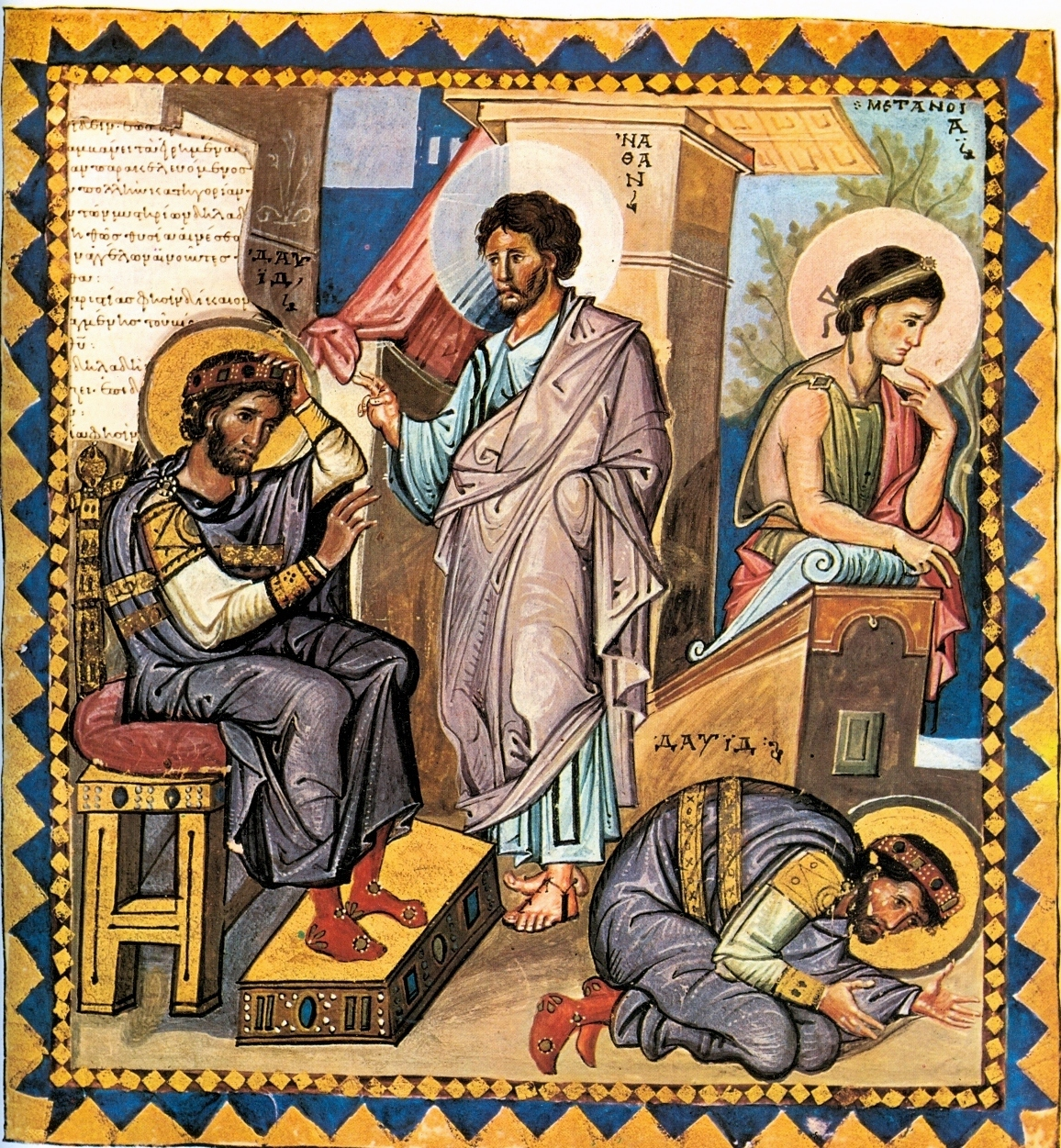
Пророк Натан викриває гріх Давида. Паризька Псалтир